# Amara Duncas
Amara Duncas (Amara Dunqas; m. 1535) foi o primeiro sultão do Sultanato de Senar, que governou por trinta anos de 1505 a 1535. 
As Crônicas Funjes indicam que Amara foi o líder de um grupo nômade de pastores de gado que se estabeleceram nos arredores do Nilo Azul. 
Amara fundou a cidade de Senar, após derrotar que o líder árabe da etnia cudá (quda'a), Uade Ajibe (Wad Ajib ou Web Ageeb), numa batalha perto de Arbaji na região de Gezira que anteriormente pertencia ao cristão Reino de Alódia. Uade Ajibe era o filho de Abedalá Jama o conquistador do Reino de Alódia.  
Após a conquista otomana do Egito em 1517, Amara Duncas habilmente usou a diplomacia para impedir que os exércitos otomanos avançassem mais acima do Nilo e conquistassem seu reino, assegurando assim o futuro do reino. Em 1525, o comandante naval Selmane Reis sob ordens do sexto governador otomano do Egito (e primeiro grão-vizir indicado por Solimão, o Magnífico) Pargalı Ibraim Paxá foi enviado à região de Gezira para sondar as possibilidades econômicas e a resistência a uma possível ocupação. Selmane era favorável à ocupação afirmando que poderia consegui-lo com mil homens. Apesar dos otomanos tentaram implementar o plano começando com a ocupação do porto de Suaquém não conseguiram conquistar Sultanato de Senar, principalmente  devido a aliança de Senar com o Império da Etiópia a partir de 1535.